# Vlag van Berlaar
De vlag van Berlaar werd door de gemeenteraad op 24 april 1989 officieel vastgesteld als de gemeentelijke vlag van de Antwerpse gemeente Berlaar. Op 13 juni 1989 werd hij door het Bestuur van Vlaanderen bevestigd en uiteindelijk gepubliceerd op 8 november 1989 in het officiële Belgisch Staatsblad.
Officieel wordt de vlag beschreven als:
Zeven even lange banen van blauw en van wit.
De vlag is volledig gebaseerd op het gemeentewapen en ziet er dus helemaal hetzelfde uit.

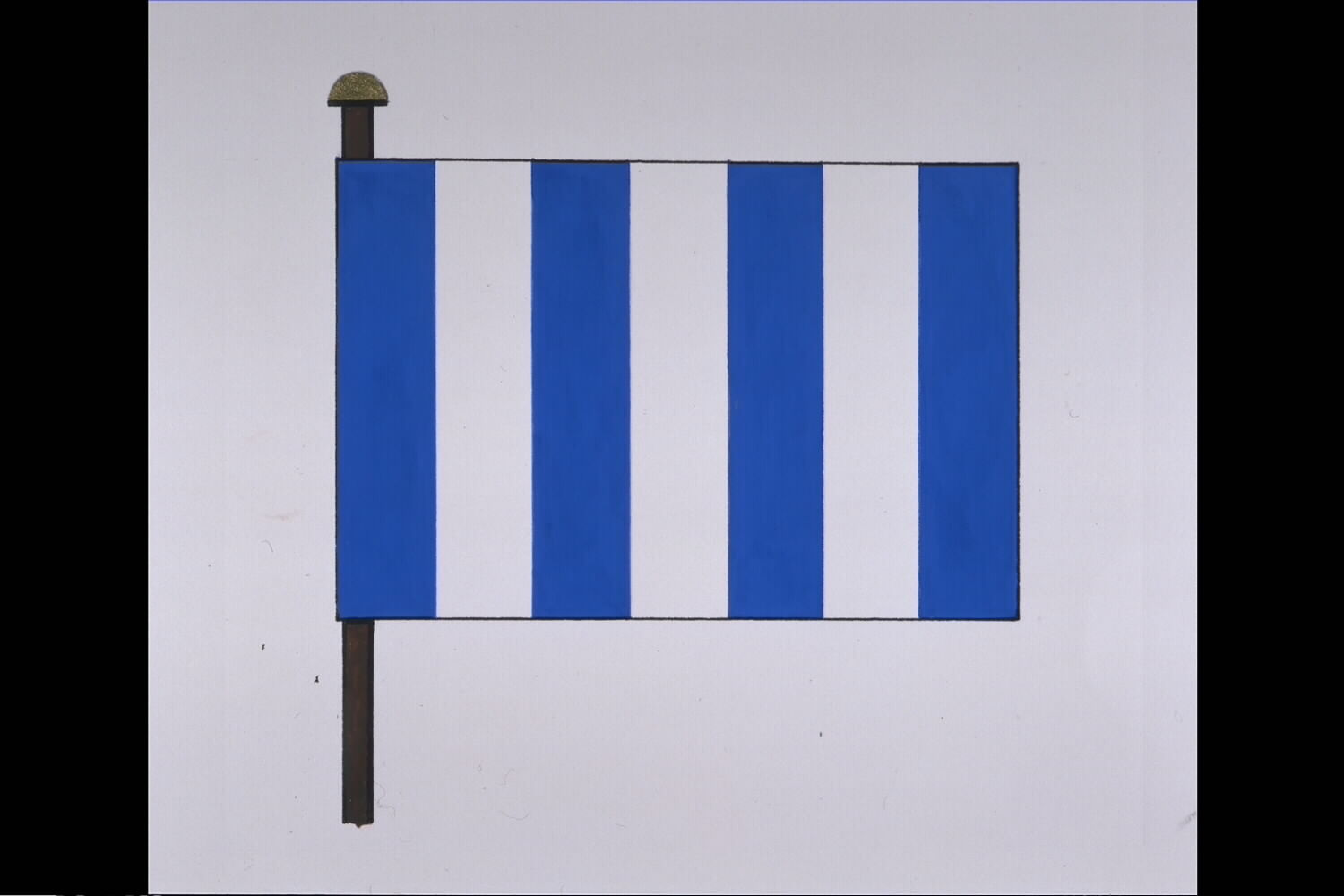
Officiële tekening van de vlag